# 司徒永華

司徒永華（Antony Szeto)，1964年12月9號— 係香港電影導演，主要拍武打電影。

## 簡歷
司徒永華畢業於現為北京體育學院的武術學府，在學期間，曾於多次武術比賽中獲勝。畢業後，司徒永華往澳洲升讀大學，同時修讀電影及財務。取得雙主修科學士後，司徒永華孜孜不倦，往英國繼續進修，取得碩士銜頭。司徒永華更曾拜師國際動作指導Guy Norris (《魔戒》系列、《紅磨坊》)。執導的處女作為《龍刀傳奇》，是中國第一部3D動畫電影，並由吳彥祖、莫文蔚、馮德倫及吳君如配音。《龍刀傳奇》入選2005年金雞百花電影節港澳臺地區五部電影之一，同年獲金馬獎提名，並奪得香港數碼娛樂傑出大獎。而導演司徒永華則奪得2005年澳洲電影導演協會新導演，這是全由電影導演投票選出的獎項。司徒永華又執導短片《攝》，由Maggie Q主演。該片先後入選 我拍攝香港（I Shot Hong Kong）電影節及2005年紐約短片節。2008年，他又製作並發行了一部名為《武術》的動作片，由洪金寶主演，成龍為製片人。該片在中國內地和東南亞地區獲得了很高的劇院票房，而且全球發行。2010年，司徒與ACE電影廠合作並擔任常駐導演。近期電影作品包括為傳說中的荷里活奧斯卡獲獎監製，Roger Corman 執導兩套電影， 驚悚片《 鬼迷宮 》及 動作故事片《 猛龍追擊8小時 》。這兩部電影是在中國製作，針對美國市場，著重CGI製作的電影。《 鬼迷宮 》還入選了西班牙Sitges國際奇幻影展及韓國富川奇幻電影節。
司徒是香港電影導演會和澳大利亞導演會的註冊會員。

## 電影作品
2018年，荷里活片 極悍巨鯊 "The Meg" (中國動作指導)
2017年， 荷里活片《攻殼機動隊》"Ghost in the Shell" (動作顧問)
2017年， "Bodhi and Friends" (動作顧問)
2015年，《片場風雲之冤家姐妹》(導演) 
2015年，	"Pound of Flesh" (前期指導)
2014年， 《"Fist of the Dragon"》(中文《猛龍追擊8小時》), 荷李活片 著名荷李活電影製片Roger Corman (導演)
2014年， "Covert Operation" (動作指導)
2013年，《Palace of the Damned》(中文《鬼迷宮》, 前名《The Living Dead》),荷李活片 著名荷李活電影製片Roger Corman (導演)
2012年，《詠春小龍》(導演)
2010年， 《赤色追擊》"Blood Bond" (聯合導演)
2008年，動作片《武術之少年行》 (導演) (動作指導)
2007年， 《納瑞宣國王傳奇:二部曲》  (動作設計)
2006年，《墨攻》 (配音導演及製片人 –  英文聲道)
2005年 《七劍》(配音導演及製片人 –  英文聲道)
2005年 《龍刀傳奇》 (導演，動作編劇，舞蹈指導，配音導演)

## 外部連結
司徒永華在香港影庫上的簡介